# The Effigies
The Effigies est un groupe de punk rock américain, originaire de Chicago, dans l'Illinois. Resté relativement méconnu, le groupe est toutefois l'un des premiers à s'imposer en refus de l'institutionalisation du punk et a joué un rôle décisif dans la genèse de l'identité de la scène post-hardcore de Chicago ; son influence est souvent mise sur le même pied que celle d'autres groupes emblématiques de la même scène comme Naked Raygun ou Big Black.
Le groupe compte plusieurs albums publiés par le label Ruthless Records et distribués par Enigma.

## Biographie
Le site web des Effigies explique qu'ils étaient l'un des premiers groupes punk de Chicago. Cette affirmation portée par le groupe est difficile à croire car il ne s'est pas formé avant 1980, mais pas impossible étant donné que le punk issu du Midwest ait été découvert ou apprécié tardivement. Des années après la sortie des premiers albums des Ramones et Sex Pistols (1977), Chicago reste dominé par le rock classique, le disco et le blues ; les groupes de punk étaient en marge du rock dans le Midwest.
En 1987, Kezdy se réunit avec Letiecq et ajoute Chris Bjorklund (Strike Under, Bloodsport) (basse) et Joe Haggerty (batterie). En 1988, Letiecq quitte de nouveau le groupe pour former Jack Scratch avec Dave Bergeron, ex-Bloodsport. Bjorklund endosse la guitare et Tom Woods devient le bassiste des Effigies. En parallèle, Bjorklund, Haggerty, et Woods forment le reste de Bloodsport. En 1990, les Effigies se séparent de nouveau,,,.
The Effigies se reforment en 2004 et en 2007 publient leur premier album en l'espace de 20 ans, Reside. L'album est produit par Andy Gerber.
À la fin de 2010, The Effigies est annoncé pour le Riot Fest en commémoration de la réédition de la compilation Busted at Oz (1981).

## Membres

### Derniers membres
- John Kezdy (†) - chant (1980–1990, 2004–2009)
- Robert McNaughton - guitare (2004–2009)
- Paul Zamost - basse (1980–1986, 2004–2009)
- Steve Economou - batterie (1980–1986, 2004–2009)

### Anciens membres
- Earl Letiecq - guitare (1980–1984, 1987–1988)
- Robert O'Connor - guitare (1985–1986)
- Chris Bjorklund - basse (1987–1988), Guitar (1988–1990)
- Joe Haggerty - batterie (1987–1990)
- Tom Woods - basse (1988–1990)

## Discographie

### Albums studio
- 1984 : For Ever Grounded
- 1985 : Fly on a Wire
- 1986 : Ink
- 2007 : Reside

### EP et singles
- 1981 : Haunted Town 12" (EP) (Autumn Records 1981/réédité par Ruthlesss Records en 1984)
- 1982 : Bodybag b/w Security (single)
- 1983 : We're Da Machine 12" (EP)
- 1996 : VMLive Presents the Effigies Live 12/16/95 (7" EP)

### Compilation
- 1989 : Remains Nonviewable (compilation des trois premiers EP et d'extraits de For Ever Grounded ; réédité en CD par Touch and Go Records en 1995)